# TRT 1
TRT 1 est une chaîne de télévision turque lancée le 31 janvier 1968.

## Présentation de la chaîne
TRT 1 est la premières chaînes de télévision de Turquie, lancée le 31 janvier 1968.  
Elle est la première chaîne de Turquie jusqu'à l'arrivée de TRT 2 en 1986. 
Chaîne « premium » d'un bouquet de chaînes publiques, TRT 1 a la lourde tâche de faire concurrence aux autres grandes chaînes pour la course à l'audience. 
S'efforçant de programmer des programmes culturels dû à ses obligations en tant que chaîne publique, elle essaye tout de même diverses séries pour tenir la distance avec les autres chaînes turques.

## Programmes
Après avoir longtemps diffusé des séries américaines à succès tels que Dallas ou Drôles de dames (Charlie's Angels) durant les années 1980, la chaîne innova par la suite en produisant ses propres séries telles que Kuzenlerim ou Gönül Salincagi. 
De plus, elle retrace l'actualité sportive de la semaine avec son émission du dimanche Stadyum. Elle diffuse également des dessins animés en début d'après-midi et des émissions telles que Bir kelime, bir islem, Candan Ercetin ou encore Ile Beraber ve Solo Sarkilar. 
La chaîne diffuse également depuis 2008 des séries coréennes telles que Goong (Düslerimin Prensi) ou Le bijou du royaume (Saraydaki Mücevher). 
Dès le 2 août 2015, la chaîne diffuse la série Baba Candır (une réadaptation de la série sud-coréenne What Happens To My Family).

## Diffusions
TRT 1 est diffusé sur TürkSat ainsi que sur le bouquet DigiTurk sur Eutelsat.